# Маркиз дель Валье де Оахака
Маркиз дель Валье де Оахака (Маркиз долины Оахака) (исп. Marquesado del Valle de Oaxaca — испанский аристократический титул, происходивший из Новой Испании. Он был пожалован в 1529 году испанским королем Карлосом I конкистадору, дону Эрнану Кортесу (1485—1547), возглавившему завоевание империи ацтеков в Мексике. В состав маркизата входили огромные земли в современных мексиканских штатах Оахака, Морелос, Веракрус, Мичоакан и Мехико.
Потомки Эрнана Кортеса носили титул маркиза дель Валье де Оахака до 1814 года, когда наследственные титулы в Мексике были упразднены. После смерти в 1859 году Джузеппе Пиньятелли д’Арагона, 13-го герцога де Монтелеоно и 12-го маркиза дель Валье де Оахака (1795—1859), его наследники, герцоги де Монтелеоно не использовали титул маркиза дель Валье де Оахака до 1916 года, когда Джузеппе Пиньятелли д’Арагона, 16-й герцог де Монтелеоно (1860—1938), стал 13-м маркизом дель Валье де Оахака. После смерти последнего в 1938 году титул вновь оказался в состоянии ожидания. Член младшей ветви семьи, Хорхе де Льянза (1921—2001), потомок 7-й маркизы дель Валье де Оахака, в 1973 году заявил о своих претензиях на титул маркиза и вскоре был утвержден как 14-й маркиз дель Валье де Оахака. Потомки 13-го маркиза, семья Пиньятелли из Италии, продолжают формально носить титул маркиза дель Валье де Оахака, который не признаётся в Испании.

## История
После падения Теночтитлана и захвата последнего ацтекского императора Куаутемока, 13 августа 1521 года империя ацтеков исчезла, став частью Испанской монархии. Успешное завоевание империи ацтеков способствовали возвышению статуса Эрнана Кортеса. 15 октября 1522 года он был назначен губернатором и капитан-генералом Новой Испании. Эрнан Кортес лично управлял вновь завоеванными землями в Мексике до 1524 года, когда он отправился в Гондурас, в поход против мятежного конкистадора Кристобаля де Олида, который объявил о своей независимости от Испании и утверждал, что завоёванный им Гондурас принадлежит ему.
По его возвращения в Мехико в 1526 году Кортес обнаружил, что его враги: епископ Фонсека, президент Совета Индий и Диего Веласкес де Куэльяр, губернатор Кубы, убедили короля начать судебное расследование против него. Луис Понсе де Леон отстранил Кортеса от должности губернатора 16 июля 1526 года и взял на себя руководство Новой Испанией. Понсе де Леон скончался вскоре после своей прибытия в Мексику, его преемником стал Маркос де Агильяр, который также умер вскоре после вступления в должность. Эрнан Кортес был обвинен своими противниками в отравлении обоих преемников, решил вернуться в Испанию, чтобы обратиться к правосудию короля.
В 1528 году Кортес прибыл в Испанию, где он предстал с большим великолепием перед судом Карла V, отвечая прямолинейно на обвинения своих врагов. Эрнан Кортес получил королевское прощение, ему был пожалован титул маркиза дель Валье де Оахака (6 июля 1529 года). Он также стал кавалером Ордена Сантьяго и почетного звания капитана генерала Новой Испании и побережья Южного моря, но не был восстановлен в должности губернатора Новой Испании, как он хотел. В том же 1529 году Кортес женился на испанской дворянке донье Хуане де Суньига, от брака с которой у него было четверо детей, в том числе его единственный законный сын, дон Мартин Кортес и Суньига (1532—1589), который и унаследовал титул маркиза после смерти своего отца в 1547 году.
27 июля 1529 года Эрнан Кортес получил новый королевский указ с разрешением создания наследственного маркизата в Новой Испании. Майорат был официально учрежден 9 января 1535 года, его могли наследовать только мужские потомки Кортеса. Земли Кортеса в сумме составили около 7 000 000 гектаров, будучи географически разделены на 7 частей. Он получал огромные владения в долине Мехико, в том числе Койоакан, а также несколько кварталов в Мехико.
В 1562 году дон Мартин Кортес, 2-й маркиз дель Валье де Оахака, с братьями прибыл из Испании в Мексику, где вступил в конфликт с вице-королем Луисом де Веласко, который был отстранен от власти и скончался в 1564 году. Мартин Кортес претендовал на должность капитан-генерала Новой Испании. В июле 1566 года Мартин вместе с двумя сводными братьями Луисом и Мартином был арестован, его имущество было конфисковано, а сам он выслан в Испанию. В 1574 году Мартин Кортес получил королевское помилование, ему была возвращена часть секвестрированных земель в Мексике. Тем не менее, он не получил разрешения вернуться в Новую Испанию и должен был заплатить штраф в размере 50 000 дукатов и вернуть короне более 100 000 дукатов. Он скончался в Мадриде в 1589 году, ему наследовал его старший сын, дон Эрнандо Кортес, 3-й маркиз долины Оахака (1560—1602), который при содействии Диего Фернандеса де Кабреба, 3-го графа Чинчона, близкого советника короля, смог в 1593 году добиться возвращения ему остальной части конфискованного имущества. 3-й маркиз не оставил законных детей, поэтому титул перешел после его смерти к его младшему брату, дону Педро Кортесу, 4-му маркизу долины Оахака (1566—1629). Он получил разрешение поселиться в Мексике, где он взял под своё прямое управление обширные родовые владения.
4-й маркиз также умер, не оставив детей, поэтому маркизат унаследовала его племянница, донья Эстефания Каррильо де Мендоса и Кортес (1595—1653), жена сицилийского герцога Терранова. Донья Эстефания была старшей дочерью доньи Хуаны Кортес, графини де Прьего (ум. 1612), сестры 3-го и 4-го маркизов. После наследования титула семья приняла название «Арагона Тальявиа Кортес», хотя обычно упоминается как «Тальявиа д’Арагона». У Эстефании была одна дочь, Джованна Тальявиа д’Арагона, 5-я герцогиня де Терранова и 6-я маркиза дель Валье де Оахака (1619—1692), одна из самых богатых наследниц своего времени. Она вышла замуж за Этторе Пиньятелли, 5-го герцога Монтелеоне. После вступления в брак жених принял имя «Арагона Пиньятелли Кортес» для себя и своих потомков, которые были известны как «Пиньятелли д’Арагона».

## Маркизы дель Валье де Оахака (1529)
- 1529—1547: Дон Эрнан Кортес, 1-й маркиз дель Валье де Оахака (1485 — 2 декабря 1547), сын Мартина Кортеса де Монроя (1449—1528)
- 1547—1589: Дон Мартин Кортес, 2-й маркиз дель Валье де Оахака (1533—1589), старший сын предыдущего от второго брака с Хуаной Рамирес де Орельяно и Суньига (ум. 1578)
- 1589—1602: Дон Эрнандо Кортес, 3-й маркиз дель Валье де Оахака (1563—1602), старший сын предыдущего и Аны де Орельяно (ум. 1578)
- 1602—1629: Дон Педро Кортес, 4-й маркиз дель Валье де Оахака (1565—1629), второй сын 2-го маркиза и младший брат предыдущего
- 1629—1653: Донья Эстефания Каррильо де Мендоса-и-Кортес, герцогиня Терранова, 5-я маркиза дель Валье де Оахака (1595—1653), старшая дочь Хуаны де Кортес, старшей дочери 2-го маркиза, и Педро Карилльо де Мендосы, 9-го графа де Прьего (ок. 1550—1619). Муж с 1617 года Диего де Арагон, 4-й герцог де Терранова (ок. 1590—1654)
- 1653—1692: Джованна де Арагон Тальявиа Карилло де Мендоса-и-Кортес, герцогиня Монтелеоне, 5-я герцогиня де Терранова, 6-я маркиза дель Валье де Оахака (12 сентября 1619 — 7 мая 1692), единственная дочь предыдущей. Муж с 1639 года Этторе Пиньятелли, 6-й герцог Монтелеоне, 4-й принц де Ноя (1620—1674)
- 1692—1723: Джованна де Арагон Пиньятелли Кортес-и-Пиментель, 8-я герцогиня Монтелеоне, 7-я маркиза дель Валье де Оахака (6 ноября 1666 — 22 июня 1723), старшая дочь Андреа Фабрицио Пиньятелли де Арагона, 7-го герцога де Монтелеона (1640—1677), старшего сына предыдущей, и Антонии Пиментель и Бенавидес (1646—1707). Муж — Никола Пиньятелли (1648—1730).
- 1723—1750: Диего Пиньятелли де Арагон Кортес, 9-й герцог Монтелеоне, 8-й маркиз дель Валье де Оахака (21 января 1687 — 28 ноября 1750), старший сын предыдущей.
- 1750—1763: Фабрицио Пиньятелли д’Арагон, 10-й герцог Монтелеоне, 9-й маркиз дель Валье де Оахака (24 февраля 1718 — 28 сентября 1763), старший сын предыдущего и Маргариты Пиньятелли (1698—1774)
- 1763—1800: Этторе Пиньятелли д’Арагон, 11-й герцог Монтелеоне, 10-й маркиз дель Валье де Оахака (8 сентября 1742 — 27 февраля 1800), старший сын предыдущего и Констанцы де Медичи (1717—1799)
- 1800—1818: Диего Пиньятелли Д’Арагон, 12-й герцог Монтелеоне, 11-маркиз дель Валье де Оахака (12 января 1774 — 14 января 1818), старший сын предыдущего и Анны Марии Пиколомони д’Арагона, 6-й принцессы ди Валье (1748—1812)
- 1818—1859: Джузеппе Пиньятелли д’Арагон, 13-й герцог Монтелеоне, 12-й маркиз дель Валье де Оахака (10 ноября 1795 — 25 сентября 1859), второй сын предыдущего и Марии Кармелы Караччоло (1773—1832)
- 1859—1916 годы — титул находился в состоянии ожидания.
- 1916—1938: Джузеппе Пиньятелли д’Арагон 16-й герцог Монтелеоне, 13-й маркиз дель Валье де Оахака (28 августа 1860 — 8 марта 1938), старший сын Антонио Пиньятелли д’Арагона, 15-го герцога Монтелеоне (1827—1881), и Марианны Фарделлы (1829—1893), внук 12-го маркиза дель Валье де Оахака
- 1938—1984 годы — титул в состоянии ожидания.
- 1984—2001: Хорхе де Льянза и Альберт де Бобадилья, 14-й маркиз дель Валье де Оахака (18 января 1921 — 4 мая 2001), третий сын Луиса Гонзаги де Льянза, 11-го герцога Сольферино (1884—1970), и Марии де лос Долорес Альберт де Перальта и Деспухоль де Сеннилоса (род. 1891), потомок принца Антонио Пиньятелли д’Арагона (1700—1746), третьего сына 7-й маркизы дель Валье де Оахака
- 2001 — настоящее время: Альваро де Льянза и Фигероа, 15-й маркиз дель Валье де Оахака (род. 26 января 1960), единственный сын предыдущего и Мерседес де Фигероа и Кастильехо
  - Наследница титула: Донья Клаудиа де Льянза и Лопес-Кесада (род. 16 октября 1990), старшая дочь предыдущего и Изабель Лопес-Касады Санчис (род. 1962).

## Претенденты на титул из семьи Пиньятелли (1938)
- 1938—1958: Антонио Пиньятелли де Арагон, 17-й герцог Монтелеоне, «14-й маркиз дель Валье де Оахака» (12 декабря 1892 — 3 декабря 1958), старший сын Джузеппе Пиньятелли де Арагона, 16-го герцога Монтелеоне и 13-го маркиза дель Валье де Оахака (1860—1938), и Розы де ла Гандара и Пласаола (1869—1946)
- 1958—1989: Джузеппе Пиньятелли де Арагон, 18-й герцог Монтелеоне, «15-й маркиз дель Валье де Оахака» (9 октября 1931—1989), единственный сын предыдущего и Беатрис Молиньё (род. 1906)
- 1989 — настоящее время: Никколо Пиньятелли де Арагон, 19-й герцог Монтелеоне, «16-й маркиз долины Оахака» (род. 22 мая 1923), второй сын принца Фабрицио Пиньятелли де Арагона (1897—1953) и Марии Кристины Ригнон (1899—1983), внук принца Федерико Пиньятелли де Арагон (1864—1947), младшего третьего брата 13-го маркиза дель Валье де Оахака
  - Титулярный наследник: принц Диего Пиньятелли де Арагон (род. 21 мая 1958), единственный сын предыдущего от первого брака с Лучаной Малджери (1935—2008).

## Генеалогическое древо
| | | | | | |  |  | Эрнан Кортес, 1-й маркиз дель Валье де Оахака 1485–1547                                                                     | | | | | |  |  |                                                                                     |                                                                                     |                                                                                     |                                                                                     |                                                                                     |                                                                                     |  |  |  |  |  |  |  |  |  |  |  |  |  |  |  |  |  |  |
| | | | | | |  |  | | | | | | |  |  |                                                                                     |                                                                                     |                                                                                     |                                                                                     |                                                                                     |                                                                                     |  |  |  |  |  |  |  |  |  |  |  |  |  |  |  |  |  |  |
| | | | | | |  |  | Мартин Кортес, 2-й маркиз дель Валье де Оахака 1533–1589                                                                    | | | | | |  |  |                                                                                     |                                                                                     |                                                                                     |                                                                                     |                                                                                     |                                                                                     |  |  |  |  |  |  |  |  |  |  |  |  |  |  |  |  |  |  |
| | | | | | |  |  | | | | | | |  |  |                                                                                     |                                                                                     |                                                                                     |                                                                                     |                                                                                     |                                                                                     |  |  |  |  |  |  |  |  |  |  |  |  |  |  |  |  |  |  |
| | | | | | |  |  | | | | | | |  |  |                                                                                     |                                                                                     |                                                                                     |                                                                                     |                                                                                     |                                                                                     |  |  |  |  |  |  |  |  |  |  |  |  |  |  |  |  |  |  |
| Эрнандо Кортес, 3-й маркиз дель Валье де Оахака 1560-1602                                              | Эрнандо Кортес, 3-й маркиз дель Валье де Оахака 1560-1602                                              | Эрнандо Кортес, 3-й маркиз дель Валье де Оахака 1560-1602                                              | Эрнандо Кортес, 3-й маркиз дель Валье де Оахака 1560-1602                                              | Эрнандо Кортес, 3-й маркиз дель Валье де Оахака 1560-1602                                              | Эрнандо Кортес, 3-й маркиз дель Валье де Оахака 1560-1602                                              |  |  | Хуана Кортес, графиня де Прьего ум. 1612                                                                                    | Хуана Кортес, графиня де Прьего ум. 1612                                                           | Хуана Кортес, графиня де Прьего ум. 1612                                                           | Хуана Кортес, графиня де Прьего ум. 1612                                                           | Хуана Кортес, графиня де Прьего ум. 1612                                                           | Хуана Кортес, графиня де Прьего ум. 1612                                                           |  |  | Педро Кортес, 4-й маркиз дель Валье де Оахака 1566-1629                             | Педро Кортес, 4-й маркиз дель Валье де Оахака 1566-1629                             | Педро Кортес, 4-й маркиз дель Валье де Оахака 1566-1629                             | Педро Кортес, 4-й маркиз дель Валье де Оахака 1566-1629                             | Педро Кортес, 4-й маркиз дель Валье де Оахака 1566-1629                             | Педро Кортес, 4-й маркиз дель Валье де Оахака 1566-1629                             |  |  |  |  |  |  |  |  |  |  |  |  |  |  |  |  |  |  |
| Эрнандо Кортес, 3-й маркиз дель Валье де Оахака 1560-1602                                              | Эрнандо Кортес, 3-й маркиз дель Валье де Оахака 1560-1602                                              | Эрнандо Кортес, 3-й маркиз дель Валье де Оахака 1560-1602                                              | Эрнандо Кортес, 3-й маркиз дель Валье де Оахака 1560-1602                                              | Эрнандо Кортес, 3-й маркиз дель Валье де Оахака 1560-1602                                              | Эрнандо Кортес, 3-й маркиз дель Валье де Оахака 1560-1602                                              |  |  | Хуана Кортес, графиня де Прьего ум. 1612                                                                                    | Хуана Кортес, графиня де Прьего ум. 1612                                                           | Хуана Кортес, графиня де Прьего ум. 1612                                                           | Хуана Кортес, графиня де Прьего ум. 1612                                                           | Хуана Кортес, графиня де Прьего ум. 1612                                                           | Хуана Кортес, графиня де Прьего ум. 1612                                                           |  |  | Педро Кортес, 4-й маркиз дель Валье де Оахака 1566-1629                             | Педро Кортес, 4-й маркиз дель Валье де Оахака 1566-1629                             | Педро Кортес, 4-й маркиз дель Валье де Оахака 1566-1629                             | Педро Кортес, 4-й маркиз дель Валье де Оахака 1566-1629                             | Педро Кортес, 4-й маркиз дель Валье де Оахака 1566-1629                             | Педро Кортес, 4-й маркиз дель Валье де Оахака 1566-1629                             |  |  |  |  |  |  |  |  |  |  |  |  |  |  |  |  |  |  |
| | | | | | |  |  | Эстефания Каррильо де Мендоса и Кортес, герцогиня де Терранова, 5-я маркиза дель Валье де Оахака 1595-1653                  | | | | | |  |  |                                                                                     |                                                                                     |                                                                                     |                                                                                     |                                                                                     |                                                                                     |  |  |  |  |  |  |  |  |  |  |  |  |  |  |  |  |  |  |
| | | | | | |  |  | | | | | | |  |  |                                                                                     |                                                                                     |                                                                                     |                                                                                     |                                                                                     |                                                                                     |  |  |  |  |  |  |  |  |  |  |  |  |  |  |  |  |  |  |
| | | | | | |  |  | Джованна Тальявиа д’Арагона, герцогиня де Монтелеоне 5-я герцогиня де Терранова, 6-я маркиза дель Валье де Оахака 1619-1692 | | | | | |  |  |                                                                                     |                                                                                     |                                                                                     |                                                                                     |                                                                                     |                                                                                     |  |  |  |  |  |  |  |  |  |  |  |  |  |  |  |  |  |  |
| | | | | | |  |  | | | | | | |  |  |                                                                                     |                                                                                     |                                                                                     |                                                                                     |                                                                                     |                                                                                     |  |  |  |  |  |  |  |  |  |  |  |  |  |  |  |  |  |  |
| | | | | | |  |  | Андреа Фабрицио Пиньятелли д'Арагона, 7-й герцог де Монтелеоне 1640-1677                                                    | | | | | |  |  |                                                                                     |                                                                                     |                                                                                     |                                                                                     |                                                                                     |                                                                                     |  |  |  |  |  |  |  |  |  |  |  |  |  |  |  |  |  |  |
| | | | | | |  |  | | | | | | |  |  |                                                                                     |                                                                                     |                                                                                     |                                                                                     |                                                                                     |                                                                                     |  |  |  |  |  |  |  |  |  |  |  |  |  |  |  |  |  |  |
| | | | | | |  |  | Джованна Пиньятелли д'Арагона, 8-я герцогиня де Монтелеоне 7-я маркиза дель Валье де Оахака 1666-1723                       | | | | | |  |  |                                                                                     |                                                                                     |                                                                                     |                                                                                     |                                                                                     |                                                                                     |  |  |  |  |  |  |  |  |  |  |  |  |  |  |  |  |  |  |
| | | | | | |  |  | | | | | | |  |  |                                                                                     |                                                                                     |                                                                                     |                                                                                     |                                                                                     |                                                                                     |  |  |  |  |  |  |  |  |  |  |  |  |  |  |  |  |  |  |
| | | | | | |  |  | | | | | | |  |  |                                                                                     |                                                                                     |                                                                                     |                                                                                     |                                                                                     |                                                                                     |  |  |  |  |  |  |  |  |  |  |  |  |  |  |  |  |  |  |
| Диего Пиньятелли д'Арагона, 9-й герцог де Монтелеоне, 8-й маркиз дель Валье де Оахака 1687-1750        | Диего Пиньятелли д'Арагона, 9-й герцог де Монтелеоне, 8-й маркиз дель Валье де Оахака 1687-1750        | Диего Пиньятелли д'Арагона, 9-й герцог де Монтелеоне, 8-й маркиз дель Валье де Оахака 1687-1750        | Диего Пиньятелли д'Арагона, 9-й герцог де Монтелеоне, 8-й маркиз дель Валье де Оахака 1687-1750        | Диего Пиньятелли д'Арагона, 9-й герцог де Монтелеоне, 8-й маркиз дель Валье де Оахака 1687-1750        | Диего Пиньятелли д'Арагона, 9-й герцог де Монтелеоне, 8-й маркиз дель Валье де Оахака 1687-1750        |  |  | | | | | | |  |  | Принц Антонио Пиньятелли д'Арагона 1700–1746                                        | Принц Антонио Пиньятелли д'Арагона 1700–1746                                        | Принц Антонио Пиньятелли д'Арагона 1700–1746                                        | Принц Антонио Пиньятелли д'Арагона 1700–1746                                        | Принц Антонио Пиньятелли д'Арагона 1700–1746                                        | Принц Антонио Пиньятелли д'Арагона 1700–1746                                        |  |  |  |  |  |  |  |  |  |  |  |  |  |  |  |  |  |  |
| Диего Пиньятелли д'Арагона, 9-й герцог де Монтелеоне, 8-й маркиз дель Валье де Оахака 1687-1750        | Диего Пиньятелли д'Арагона, 9-й герцог де Монтелеоне, 8-й маркиз дель Валье де Оахака 1687-1750        | Диего Пиньятелли д'Арагона, 9-й герцог де Монтелеоне, 8-й маркиз дель Валье де Оахака 1687-1750        | Диего Пиньятелли д'Арагона, 9-й герцог де Монтелеоне, 8-й маркиз дель Валье де Оахака 1687-1750        | Диего Пиньятелли д'Арагона, 9-й герцог де Монтелеоне, 8-й маркиз дель Валье де Оахака 1687-1750        | Диего Пиньятелли д'Арагона, 9-й герцог де Монтелеоне, 8-й маркиз дель Валье де Оахака 1687-1750        |  |  | | | | | | |  |  | Принц Антонио Пиньятелли д'Арагона 1700–1746                                        | Принц Антонио Пиньятелли д'Арагона 1700–1746                                        | Принц Антонио Пиньятелли д'Арагона 1700–1746                                        | Принц Антонио Пиньятелли д'Арагона 1700–1746                                        | Принц Антонио Пиньятелли д'Арагона 1700–1746                                        | Принц Антонио Пиньятелли д'Арагона 1700–1746                                        |  |  |  |  |  |  |  |  |  |  |  |  |  |  |  |  |  |  |
| Фабрицио Пиньятелли д'Арагона, 10-й герцог де Монтелеоне, 9-й маркиз дель Валье де Оахака 1718-1763    | Фабрицио Пиньятелли д'Арагона, 10-й герцог де Монтелеоне, 9-й маркиз дель Валье де Оахака 1718-1763    | Фабрицио Пиньятелли д'Арагона, 10-й герцог де Монтелеоне, 9-й маркиз дель Валье де Оахака 1718-1763    | Фабрицио Пиньятелли д'Арагона, 10-й герцог де Монтелеоне, 9-й маркиз дель Валье де Оахака 1718-1763    | Фабрицио Пиньятелли д'Арагона, 10-й герцог де Монтелеоне, 9-й маркиз дель Валье де Оахака 1718-1763    | Фабрицио Пиньятелли д'Арагона, 10-й герцог де Монтелеоне, 9-й маркиз дель Валье де Оахака 1718-1763    |  |  | | | | | | |  |  | Хоакин Пиньятелли де Арагон, 16-й граф де Фуэнтес 1724–1776                         | Хоакин Пиньятелли де Арагон, 16-й граф де Фуэнтес 1724–1776                         | Хоакин Пиньятелли де Арагон, 16-й граф де Фуэнтес 1724–1776                         | Хоакин Пиньятелли де Арагон, 16-й граф де Фуэнтес 1724–1776                         | Хоакин Пиньятелли де Арагон, 16-й граф де Фуэнтес 1724–1776                         | Хоакин Пиньятелли де Арагон, 16-й граф де Фуэнтес 1724–1776                         |  |  |  |  |  |  |  |  |  |  |  |  |  |  |  |  |  |  |
| Фабрицио Пиньятелли д'Арагона, 10-й герцог де Монтелеоне, 9-й маркиз дель Валье де Оахака 1718-1763    | Фабрицио Пиньятелли д'Арагона, 10-й герцог де Монтелеоне, 9-й маркиз дель Валье де Оахака 1718-1763    | Фабрицио Пиньятелли д'Арагона, 10-й герцог де Монтелеоне, 9-й маркиз дель Валье де Оахака 1718-1763    | Фабрицио Пиньятелли д'Арагона, 10-й герцог де Монтелеоне, 9-й маркиз дель Валье де Оахака 1718-1763    | Фабрицио Пиньятелли д'Арагона, 10-й герцог де Монтелеоне, 9-й маркиз дель Валье де Оахака 1718-1763    | Фабрицио Пиньятелли д'Арагона, 10-й герцог де Монтелеоне, 9-й маркиз дель Валье де Оахака 1718-1763    |  |  | | | | | | |  |  | Хоакин Пиньятелли де Арагон, 16-й граф де Фуэнтес 1724–1776                         | Хоакин Пиньятелли де Арагон, 16-й граф де Фуэнтес 1724–1776                         | Хоакин Пиньятелли де Арагон, 16-й граф де Фуэнтес 1724–1776                         | Хоакин Пиньятелли де Арагон, 16-й граф де Фуэнтес 1724–1776                         | Хоакин Пиньятелли де Арагон, 16-й граф де Фуэнтес 1724–1776                         | Хоакин Пиньятелли де Арагон, 16-й граф де Фуэнтес 1724–1776                         |  |  |  |  |  |  |  |  |  |  |  |  |  |  |  |  |  |  |
| Этторе Пиньятелли д'Арагона, 11-й герцог де Монтелеоне, 10-й маркиз дель Валье де Оахака 1742-1800     | Этторе Пиньятелли д'Арагона, 11-й герцог де Монтелеоне, 10-й маркиз дель Валье де Оахака 1742-1800     | Этторе Пиньятелли д'Арагона, 11-й герцог де Монтелеоне, 10-й маркиз дель Валье де Оахака 1742-1800     | Этторе Пиньятелли д'Арагона, 11-й герцог де Монтелеоне, 10-й маркиз дель Валье де Оахака 1742-1800     | Этторе Пиньятелли д'Арагона, 11-й герцог де Монтелеоне, 10-й маркиз дель Валье де Оахака 1742-1800     | Этторе Пиньятелли д'Арагона, 11-й герцог де Монтелеоне, 10-й маркиз дель Валье де Оахака 1742-1800     |  |  | | | | | | |  |  | Хуан Доминго Пиньятелли де Арагон, 6-й герцог де Сольферино 1757–1819               | Хуан Доминго Пиньятелли де Арагон, 6-й герцог де Сольферино 1757–1819               | Хуан Доминго Пиньятелли де Арагон, 6-й герцог де Сольферино 1757–1819               | Хуан Доминго Пиньятелли де Арагон, 6-й герцог де Сольферино 1757–1819               | Хуан Доминго Пиньятелли де Арагон, 6-й герцог де Сольферино 1757–1819               | Хуан Доминго Пиньятелли де Арагон, 6-й герцог де Сольферино 1757–1819               |  |  |  |  |  |  |  |  |  |  |  |  |  |  |  |  |  |  |
| Этторе Пиньятелли д'Арагона, 11-й герцог де Монтелеоне, 10-й маркиз дель Валье де Оахака 1742-1800     | Этторе Пиньятелли д'Арагона, 11-й герцог де Монтелеоне, 10-й маркиз дель Валье де Оахака 1742-1800     | Этторе Пиньятелли д'Арагона, 11-й герцог де Монтелеоне, 10-й маркиз дель Валье де Оахака 1742-1800     | Этторе Пиньятелли д'Арагона, 11-й герцог де Монтелеоне, 10-й маркиз дель Валье де Оахака 1742-1800     | Этторе Пиньятелли д'Арагона, 11-й герцог де Монтелеоне, 10-й маркиз дель Валье де Оахака 1742-1800     | Этторе Пиньятелли д'Арагона, 11-й герцог де Монтелеоне, 10-й маркиз дель Валье де Оахака 1742-1800     |  |  | | | | | | |  |  | Хуан Доминго Пиньятелли де Арагон, 6-й герцог де Сольферино 1757–1819               | Хуан Доминго Пиньятелли де Арагон, 6-й герцог де Сольферино 1757–1819               | Хуан Доминго Пиньятелли де Арагон, 6-й герцог де Сольферино 1757–1819               | Хуан Доминго Пиньятелли де Арагон, 6-й герцог де Сольферино 1757–1819               | Хуан Доминго Пиньятелли де Арагон, 6-й герцог де Сольферино 1757–1819               | Хуан Доминго Пиньятелли де Арагон, 6-й герцог де Сольферино 1757–1819               |  |  |  |  |  |  |  |  |  |  |  |  |  |  |  |  |  |  |
| Диего Пиньятелли д'Арагона, 12-й герцог де Монтелеоне, 11-й маркиз дель Валье де Оахака 1774-1818      | Диего Пиньятелли д'Арагона, 12-й герцог де Монтелеоне, 11-й маркиз дель Валье де Оахака 1774-1818      | Диего Пиньятелли д'Арагона, 12-й герцог де Монтелеоне, 11-й маркиз дель Валье де Оахака 1774-1818      | Диего Пиньятелли д'Арагона, 12-й герцог де Монтелеоне, 11-й маркиз дель Валье де Оахака 1774-1818      | Диего Пиньятелли д'Арагона, 12-й герцог де Монтелеоне, 11-й маркиз дель Валье де Оахака 1774-1818      | Диего Пиньятелли д'Арагона, 12-й герцог де Монтелеоне, 11-й маркиз дель Валье де Оахака 1774-1818      |  |  | | | | | | |  |  | Хуан Баутиста Пиньятелль де Арагон, 7-й герцог де Сольферино 1799–1823              | Хуан Баутиста Пиньятелль де Арагон, 7-й герцог де Сольферино 1799–1823              | Хуан Баутиста Пиньятелль де Арагон, 7-й герцог де Сольферино 1799–1823              | Хуан Баутиста Пиньятелль де Арагон, 7-й герцог де Сольферино 1799–1823              | Хуан Баутиста Пиньятелль де Арагон, 7-й герцог де Сольферино 1799–1823              | Хуан Баутиста Пиньятелль де Арагон, 7-й герцог де Сольферино 1799–1823              |  |  |  |  |  |  |  |  |  |  |  |  |  |  |  |  |  |  |
| Диего Пиньятелли д'Арагона, 12-й герцог де Монтелеоне, 11-й маркиз дель Валье де Оахака 1774-1818      | Диего Пиньятелли д'Арагона, 12-й герцог де Монтелеоне, 11-й маркиз дель Валье де Оахака 1774-1818      | Диего Пиньятелли д'Арагона, 12-й герцог де Монтелеоне, 11-й маркиз дель Валье де Оахака 1774-1818      | Диего Пиньятелли д'Арагона, 12-й герцог де Монтелеоне, 11-й маркиз дель Валье де Оахака 1774-1818      | Диего Пиньятелли д'Арагона, 12-й герцог де Монтелеоне, 11-й маркиз дель Валье де Оахака 1774-1818      | Диего Пиньятелли д'Арагона, 12-й герцог де Монтелеоне, 11-й маркиз дель Валье де Оахака 1774-1818      |  |  | | | | | | |  |  | Хуан Баутиста Пиньятелль де Арагон, 7-й герцог де Сольферино 1799–1823              | Хуан Баутиста Пиньятелль де Арагон, 7-й герцог де Сольферино 1799–1823              | Хуан Баутиста Пиньятелль де Арагон, 7-й герцог де Сольферино 1799–1823              | Хуан Баутиста Пиньятелль де Арагон, 7-й герцог де Сольферино 1799–1823              | Хуан Баутиста Пиньятелль де Арагон, 7-й герцог де Сольферино 1799–1823              | Хуан Баутиста Пиньятелль де Арагон, 7-й герцог де Сольферино 1799–1823              |  |  |  |  |  |  |  |  |  |  |  |  |  |  |  |  |  |  |
| Джузеппе Пиньятелли д'Арагона, 13-й герцог де Монтелеоне, 12-й маркиз дель Валье де Оахака 1795-1859   | Джузеппе Пиньятелли д'Арагона, 13-й герцог де Монтелеоне, 12-й маркиз дель Валье де Оахака 1795-1859   | Джузеппе Пиньятелли д'Арагона, 13-й герцог де Монтелеоне, 12-й маркиз дель Валье де Оахака 1795-1859   | Джузеппе Пиньятелли д'Арагона, 13-й герцог де Монтелеоне, 12-й маркиз дель Валье де Оахака 1795-1859   | Джузеппе Пиньятелли д'Арагона, 13-й герцог де Монтелеоне, 12-й маркиз дель Валье де Оахака 1795-1859   | Джузеппе Пиньятелли д'Арагона, 13-й герцог де Монтелеоне, 12-й маркиз дель Валье де Оахака 1795-1859   |  |  | | | | | | |  |  | Мария де ла Консепсьон Пиньятелли де Арагон, 9-я герцогиня де Сольфрерино 1824–1858 | Мария де ла Консепсьон Пиньятелли де Арагон, 9-я герцогиня де Сольфрерино 1824–1858 | Мария де ла Консепсьон Пиньятелли де Арагон, 9-я герцогиня де Сольфрерино 1824–1858 | Мария де ла Консепсьон Пиньятелли де Арагон, 9-я герцогиня де Сольфрерино 1824–1858 | Мария де ла Консепсьон Пиньятелли де Арагон, 9-я герцогиня де Сольфрерино 1824–1858 | Мария де ла Консепсьон Пиньятелли де Арагон, 9-я герцогиня де Сольфрерино 1824–1858 |  |  |  |  |  |  |  |  |  |  |  |  |  |  |  |  |  |  |
| Джузеппе Пиньятелли д'Арагона, 13-й герцог де Монтелеоне, 12-й маркиз дель Валье де Оахака 1795-1859   | Джузеппе Пиньятелли д'Арагона, 13-й герцог де Монтелеоне, 12-й маркиз дель Валье де Оахака 1795-1859   | Джузеппе Пиньятелли д'Арагона, 13-й герцог де Монтелеоне, 12-й маркиз дель Валье де Оахака 1795-1859   | Джузеппе Пиньятелли д'Арагона, 13-й герцог де Монтелеоне, 12-й маркиз дель Валье де Оахака 1795-1859   | Джузеппе Пиньятелли д'Арагона, 13-й герцог де Монтелеоне, 12-й маркиз дель Валье де Оахака 1795-1859   | Джузеппе Пиньятелли д'Арагона, 13-й герцог де Монтелеоне, 12-й маркиз дель Валье де Оахака 1795-1859   |  |  | | | | | | |  |  | Мария де ла Консепсьон Пиньятелли де Арагон, 9-я герцогиня де Сольфрерино 1824–1858 | Мария де ла Консепсьон Пиньятелли де Арагон, 9-я герцогиня де Сольфрерино 1824–1858 | Мария де ла Консепсьон Пиньятелли де Арагон, 9-я герцогиня де Сольфрерино 1824–1858 | Мария де ла Консепсьон Пиньятелли де Арагон, 9-я герцогиня де Сольфрерино 1824–1858 | Мария де ла Консепсьон Пиньятелли де Арагон, 9-я герцогиня де Сольфрерино 1824–1858 | Мария де ла Консепсьон Пиньятелли де Арагон, 9-я герцогиня де Сольфрерино 1824–1858 |  |  |  |  |  |  |  |  |  |  |  |  |  |  |  |  |  |  |
| | | | | | |  |  | | | | | | |  |  |                                                                                     |                                                                                     |                                                                                     |                                                                                     |                                                                                     |                                                                                     |  |  |  |  |  |  |  |  |  |  |  |  |  |  |  |  |  |  |
| Диего Пиньятелли д'Арагона, 14-й герцог де Монтелеоне 1823-1880                                        | Диего Пиньятелли д'Арагона, 14-й герцог де Монтелеоне 1823-1880                                        | Диего Пиньятелли д'Арагона, 14-й герцог де Монтелеоне 1823-1880                                        | Диего Пиньятелли д'Арагона, 14-й герцог де Монтелеоне 1823-1880                                        | Диего Пиньятелли д'Арагона, 14-й герцог де Монтелеоне 1823-1880                                        | Диего Пиньятелли д'Арагона, 14-й герцог де Монтелеоне 1823-1880                                        |  |  | Антонио Пиньятелли д'Арагона, 15-й герцог де Монтелеоне 1827-1881                                                           | Антонио Пиньятелли д'Арагона, 15-й герцог де Монтелеоне 1827-1881                                  | Антонио Пиньятелли д'Арагона, 15-й герцог де Монтелеоне 1827-1881                                  | Антонио Пиньятелли д'Арагона, 15-й герцог де Монтелеоне 1827-1881                                  | Антонио Пиньятелли д'Арагона, 15-й герцог де Монтелеоне 1827-1881                                  | Антонио Пиньятелли д'Арагона, 15-й герцог де Монтелеоне 1827-1881                                  |  |  | Мануэль Мария де Льянза, 10-й герцог де Сольферино 1857-1927                        | Мануэль Мария де Льянза, 10-й герцог де Сольферино 1857-1927                        | Мануэль Мария де Льянза, 10-й герцог де Сольферино 1857-1927                        | Мануэль Мария де Льянза, 10-й герцог де Сольферино 1857-1927                        | Мануэль Мария де Льянза, 10-й герцог де Сольферино 1857-1927                        | Мануэль Мария де Льянза, 10-й герцог де Сольферино 1857-1927                        |  |  |  |  |  |  |  |  |  |  |  |  |  |  |  |  |  |  |
| Диего Пиньятелли д'Арагона, 14-й герцог де Монтелеоне 1823-1880                                        | Диего Пиньятелли д'Арагона, 14-й герцог де Монтелеоне 1823-1880                                        | Диего Пиньятелли д'Арагона, 14-й герцог де Монтелеоне 1823-1880                                        | Диего Пиньятелли д'Арагона, 14-й герцог де Монтелеоне 1823-1880                                        | Диего Пиньятелли д'Арагона, 14-й герцог де Монтелеоне 1823-1880                                        | Диего Пиньятелли д'Арагона, 14-й герцог де Монтелеоне 1823-1880                                        |  |  | Антонио Пиньятелли д'Арагона, 15-й герцог де Монтелеоне 1827-1881                                                           | Антонио Пиньятелли д'Арагона, 15-й герцог де Монтелеоне 1827-1881                                  | Антонио Пиньятелли д'Арагона, 15-й герцог де Монтелеоне 1827-1881                                  | Антонио Пиньятелли д'Арагона, 15-й герцог де Монтелеоне 1827-1881                                  | Антонио Пиньятелли д'Арагона, 15-й герцог де Монтелеоне 1827-1881                                  | Антонио Пиньятелли д'Арагона, 15-й герцог де Монтелеоне 1827-1881                                  |  |  | Мануэль Мария де Льянза, 10-й герцог де Сольферино 1857-1927                        | Мануэль Мария де Льянза, 10-й герцог де Сольферино 1857-1927                        | Мануэль Мария де Льянза, 10-й герцог де Сольферино 1857-1927                        | Мануэль Мария де Льянза, 10-й герцог де Сольферино 1857-1927                        | Мануэль Мария де Льянза, 10-й герцог де Сольферино 1857-1927                        | Мануэль Мария де Льянза, 10-й герцог де Сольферино 1857-1927                        |  |  |  |  |  |  |  |  |  |  |  |  |  |  |  |  |  |  |
| | | | | | |  |  | | | | | | |  |  |                                                                                     |                                                                                     |                                                                                     |                                                                                     |                                                                                     |                                                                                     |  |  |  |  |  |  |  |  |  |  |  |  |  |  |  |  |  |  |
| Джузеппе Пиньятелли д'Арагона, 16-й герцог Монтелеоне, 13-й маркиз дель Валье де Оахака 1860-1938      | Джузеппе Пиньятелли д'Арагона, 16-й герцог Монтелеоне, 13-й маркиз дель Валье де Оахака 1860-1938      | Джузеппе Пиньятелли д'Арагона, 16-й герцог Монтелеоне, 13-й маркиз дель Валье де Оахака 1860-1938      | Джузеппе Пиньятелли д'Арагона, 16-й герцог Монтелеоне, 13-й маркиз дель Валье де Оахака 1860-1938      | Джузеппе Пиньятелли д'Арагона, 16-й герцог Монтелеоне, 13-й маркиз дель Валье де Оахака 1860-1938      | Джузеппе Пиньятелли д'Арагона, 16-й герцог Монтелеоне, 13-й маркиз дель Валье де Оахака 1860-1938      |  |  | Принц Федерико Пиньятелли д'Арагона 1864-1947                                                                               | Принц Федерико Пиньятелли д'Арагона 1864-1947                                                      | Принц Федерико Пиньятелли д'Арагона 1864-1947                                                      | Принц Федерико Пиньятелли д'Арагона 1864-1947                                                      | Принц Федерико Пиньятелли д'Арагона 1864-1947                                                      | Принц Федерико Пиньятелли д'Арагона 1864-1947                                                      |  |  | Луис Гонзага де Льянза, 11-й герцог Сольферино 1884-1970                            | Луис Гонзага де Льянза, 11-й герцог Сольферино 1884-1970                            | Луис Гонзага де Льянза, 11-й герцог Сольферино 1884-1970                            | Луис Гонзага де Льянза, 11-й герцог Сольферино 1884-1970                            | Луис Гонзага де Льянза, 11-й герцог Сольферино 1884-1970                            | Луис Гонзага де Льянза, 11-й герцог Сольферино 1884-1970                            |  |  |  |  |  |  |  |  |  |  |  |  |  |  |  |  |  |  |
| Джузеппе Пиньятелли д'Арагона, 16-й герцог Монтелеоне, 13-й маркиз дель Валье де Оахака 1860-1938      | Джузеппе Пиньятелли д'Арагона, 16-й герцог Монтелеоне, 13-й маркиз дель Валье де Оахака 1860-1938      | Джузеппе Пиньятелли д'Арагона, 16-й герцог Монтелеоне, 13-й маркиз дель Валье де Оахака 1860-1938      | Джузеппе Пиньятелли д'Арагона, 16-й герцог Монтелеоне, 13-й маркиз дель Валье де Оахака 1860-1938      | Джузеппе Пиньятелли д'Арагона, 16-й герцог Монтелеоне, 13-й маркиз дель Валье де Оахака 1860-1938      | Джузеппе Пиньятелли д'Арагона, 16-й герцог Монтелеоне, 13-й маркиз дель Валье де Оахака 1860-1938      |  |  | Принц Федерико Пиньятелли д'Арагона 1864-1947                                                                               | Принц Федерико Пиньятелли д'Арагона 1864-1947                                                      | Принц Федерико Пиньятелли д'Арагона 1864-1947                                                      | Принц Федерико Пиньятелли д'Арагона 1864-1947                                                      | Принц Федерико Пиньятелли д'Арагона 1864-1947                                                      | Принц Федерико Пиньятелли д'Арагона 1864-1947                                                      |  |  | Луис Гонзага де Льянза, 11-й герцог Сольферино 1884-1970                            | Луис Гонзага де Льянза, 11-й герцог Сольферино 1884-1970                            | Луис Гонзага де Льянза, 11-й герцог Сольферино 1884-1970                            | Луис Гонзага де Льянза, 11-й герцог Сольферино 1884-1970                            | Луис Гонзага де Льянза, 11-й герцог Сольферино 1884-1970                            | Луис Гонзага де Льянза, 11-й герцог Сольферино 1884-1970                            |  |  |  |  |  |  |  |  |  |  |  |  |  |  |  |  |  |  |
| Антонио Пиньятелли д'Арагона, 17-й герцог Монтелеоне, "14-й маркиз дель Валье де Оахака" 1892-1958     | Антонио Пиньятелли д'Арагона, 17-й герцог Монтелеоне, "14-й маркиз дель Валье де Оахака" 1892-1958     | Антонио Пиньятелли д'Арагона, 17-й герцог Монтелеоне, "14-й маркиз дель Валье де Оахака" 1892-1958     | Антонио Пиньятелли д'Арагона, 17-й герцог Монтелеоне, "14-й маркиз дель Валье де Оахака" 1892-1958     | Антонио Пиньятелли д'Арагона, 17-й герцог Монтелеоне, "14-й маркиз дель Валье де Оахака" 1892-1958     | Антонио Пиньятелли д'Арагона, 17-й герцог Монтелеоне, "14-й маркиз дель Валье де Оахака" 1892-1958     |  |  | Принц Фабрицио Пиньятелли д'Арагона 1897-1953                                                                               | Принц Фабрицио Пиньятелли д'Арагона 1897-1953                                                      | Принц Фабрицио Пиньятелли д'Арагона 1897-1953                                                      | Принц Фабрицио Пиньятелли д'Арагона 1897-1953                                                      | Принц Фабрицио Пиньятелли д'Арагона 1897-1953                                                      | Принц Фабрицио Пиньятелли д'Арагона 1897-1953                                                      |  |  | Хорхе де Льянза, 14-й маркиз дель Валье де Оахака 1921-2001                         | Хорхе де Льянза, 14-й маркиз дель Валье де Оахака 1921-2001                         | Хорхе де Льянза, 14-й маркиз дель Валье де Оахака 1921-2001                         | Хорхе де Льянза, 14-й маркиз дель Валье де Оахака 1921-2001                         | Хорхе де Льянза, 14-й маркиз дель Валье де Оахака 1921-2001                         | Хорхе де Льянза, 14-й маркиз дель Валье де Оахака 1921-2001                         |  |  |  |  |  |  |  |  |  |  |  |  |  |  |  |  |  |  |
| Антонио Пиньятелли д'Арагона, 17-й герцог Монтелеоне, "14-й маркиз дель Валье де Оахака" 1892-1958     | Антонио Пиньятелли д'Арагона, 17-й герцог Монтелеоне, "14-й маркиз дель Валье де Оахака" 1892-1958     | Антонио Пиньятелли д'Арагона, 17-й герцог Монтелеоне, "14-й маркиз дель Валье де Оахака" 1892-1958     | Антонио Пиньятелли д'Арагона, 17-й герцог Монтелеоне, "14-й маркиз дель Валье де Оахака" 1892-1958     | Антонио Пиньятелли д'Арагона, 17-й герцог Монтелеоне, "14-й маркиз дель Валье де Оахака" 1892-1958     | Антонио Пиньятелли д'Арагона, 17-й герцог Монтелеоне, "14-й маркиз дель Валье де Оахака" 1892-1958     |  |  | Принц Фабрицио Пиньятелли д'Арагона 1897-1953                                                                               | Принц Фабрицио Пиньятелли д'Арагона 1897-1953                                                      | Принц Фабрицио Пиньятелли д'Арагона 1897-1953                                                      | Принц Фабрицио Пиньятелли д'Арагона 1897-1953                                                      | Принц Фабрицио Пиньятелли д'Арагона 1897-1953                                                      | Принц Фабрицио Пиньятелли д'Арагона 1897-1953                                                      |  |  | Хорхе де Льянза, 14-й маркиз дель Валье де Оахака 1921-2001                         | Хорхе де Льянза, 14-й маркиз дель Валье де Оахака 1921-2001                         | Хорхе де Льянза, 14-й маркиз дель Валье де Оахака 1921-2001                         | Хорхе де Льянза, 14-й маркиз дель Валье де Оахака 1921-2001                         | Хорхе де Льянза, 14-й маркиз дель Валье де Оахака 1921-2001                         | Хорхе де Льянза, 14-й маркиз дель Валье де Оахака 1921-2001                         |  |  |  |  |  |  |  |  |  |  |  |  |  |  |  |  |  |  |
| Джузеппе Пиньятелли д'Арагона, 18-й герцог де Монтелеоне, "15-й маркиз дель Валье де Оахака" 1931-1989 | Джузеппе Пиньятелли д'Арагона, 18-й герцог де Монтелеоне, "15-й маркиз дель Валье де Оахака" 1931-1989 | Джузеппе Пиньятелли д'Арагона, 18-й герцог де Монтелеоне, "15-й маркиз дель Валье де Оахака" 1931-1989 | Джузеппе Пиньятелли д'Арагона, 18-й герцог де Монтелеоне, "15-й маркиз дель Валье де Оахака" 1931-1989 | Джузеппе Пиньятелли д'Арагона, 18-й герцог де Монтелеоне, "15-й маркиз дель Валье де Оахака" 1931-1989 | Джузеппе Пиньятелли д'Арагона, 18-й герцог де Монтелеоне, "15-й маркиз дель Валье де Оахака" 1931-1989 |  |  | Никколо Пиньятелли д'Арагона, 19-й герцог Монтелеоне, "16-й маркиз дель Валье де Оахака" род. 1923                          | Никколо Пиньятелли д'Арагона, 19-й герцог Монтелеоне, "16-й маркиз дель Валье де Оахака" род. 1923 | Никколо Пиньятелли д'Арагона, 19-й герцог Монтелеоне, "16-й маркиз дель Валье де Оахака" род. 1923 | Никколо Пиньятелли д'Арагона, 19-й герцог Монтелеоне, "16-й маркиз дель Валье де Оахака" род. 1923 | Никколо Пиньятелли д'Арагона, 19-й герцог Монтелеоне, "16-й маркиз дель Валье де Оахака" род. 1923 | Никколо Пиньятелли д'Арагона, 19-й герцог Монтелеоне, "16-й маркиз дель Валье де Оахака" род. 1923 |  |  | Альваро де Льянза, 15-й маркиз дель Валье де Оахака род. 1960                       | Альваро де Льянза, 15-й маркиз дель Валье де Оахака род. 1960                       | Альваро де Льянза, 15-й маркиз дель Валье де Оахака род. 1960                       | Альваро де Льянза, 15-й маркиз дель Валье де Оахака род. 1960                       | Альваро де Льянза, 15-й маркиз дель Валье де Оахака род. 1960                       | Альваро де Льянза, 15-й маркиз дель Валье де Оахака род. 1960                       |  |  |  |  |  |  |  |  |  |  |  |  |  |  |  |  |  |  |
| Джузеппе Пиньятелли д'Арагона, 18-й герцог де Монтелеоне, "15-й маркиз дель Валье де Оахака" 1931-1989 | Джузеппе Пиньятелли д'Арагона, 18-й герцог де Монтелеоне, "15-й маркиз дель Валье де Оахака" 1931-1989 | Джузеппе Пиньятелли д'Арагона, 18-й герцог де Монтелеоне, "15-й маркиз дель Валье де Оахака" 1931-1989 | Джузеппе Пиньятелли д'Арагона, 18-й герцог де Монтелеоне, "15-й маркиз дель Валье де Оахака" 1931-1989 | Джузеппе Пиньятелли д'Арагона, 18-й герцог де Монтелеоне, "15-й маркиз дель Валье де Оахака" 1931-1989 | Джузеппе Пиньятелли д'Арагона, 18-й герцог де Монтелеоне, "15-й маркиз дель Валье де Оахака" 1931-1989 |  |  | Никколо Пиньятелли д'Арагона, 19-й герцог Монтелеоне, "16-й маркиз дель Валье де Оахака" род. 1923                          | Никколо Пиньятелли д'Арагона, 19-й герцог Монтелеоне, "16-й маркиз дель Валье де Оахака" род. 1923 | Никколо Пиньятелли д'Арагона, 19-й герцог Монтелеоне, "16-й маркиз дель Валье де Оахака" род. 1923 | Никколо Пиньятелли д'Арагона, 19-й герцог Монтелеоне, "16-й маркиз дель Валье де Оахака" род. 1923 | Никколо Пиньятелли д'Арагона, 19-й герцог Монтелеоне, "16-й маркиз дель Валье де Оахака" род. 1923 | Никколо Пиньятелли д'Арагона, 19-й герцог Монтелеоне, "16-й маркиз дель Валье де Оахака" род. 1923 |  |  | Альваро де Льянза, 15-й маркиз дель Валье де Оахака род. 1960                       | Альваро де Льянза, 15-й маркиз дель Валье де Оахака род. 1960                       | Альваро де Льянза, 15-й маркиз дель Валье де Оахака род. 1960                       | Альваро де Льянза, 15-й маркиз дель Валье де Оахака род. 1960                       | Альваро де Льянза, 15-й маркиз дель Валье де Оахака род. 1960                       | Альваро де Льянза, 15-й маркиз дель Валье де Оахака род. 1960                       |  |  |  |  |  |  |  |  |  |  |  |  |  |  |  |  |  |  |
| | | | | | |  |  | Принц Диего Пиньятелли д'Арагона род. 1958                                                                                  | Принц Диего Пиньятелли д'Арагона род. 1958                                                         | Принц Диего Пиньятелли д'Арагона род. 1958                                                         | Принц Диего Пиньятелли д'Арагона род. 1958                                                         | Принц Диего Пиньятелли д'Арагона род. 1958                                                         | Принц Диего Пиньятелли д'Арагона род. 1958                                                         |  |  | Клаудия де Льянза и Лопес-Кесада род. 1990                                          | Клаудия де Льянза и Лопес-Кесада род. 1990                                          | Клаудия де Льянза и Лопес-Кесада род. 1990                                          | Клаудия де Льянза и Лопес-Кесада род. 1990                                          | Клаудия де Льянза и Лопес-Кесада род. 1990                                          | Клаудия де Льянза и Лопес-Кесада род. 1990                                          |  |  |  |  |  |  |  |  |  |  |  |  |  |  |  |  |  |  |